# Аугустссон, Йёрген
Йёрген Аугустссон (швед. Jörgen Augustsson; род. 28 октября 1952, Mala, Кристианстад) — шведский футболист и тренер, защитник известный по выступлениям за клубы «Отвидаберг», «Ландскруна» и сборную Швеции. Участник чемпионата мира 1974 года.

## Клубная карьера
Аугустссон начал карьеру в клубе «Отвидаберг». В 1972 году он дебютировал в Алсвенскан лиге. В своём дебютном сезоне Йёрген помог клубу выиграть чемпионат. В следующем сезона игрок во второй раз стал чемпионом Швеции. В 1976 году Аугустссон перешёл в «Ландскруна» в составе которого провёл четыре сезона. В 1981 году игрок вернулся в «Отвидаберг», где в следующем году завершил карьеру игрока.

## Международная карьера
В 1974 году Аугустссон в составе сборной Швеции принял участие в чемпионате мира в Германии. 26 июня в матче против сборной Польши он дебютировал за национальную команду, также на турнире Йёрген сыграл в матчах против Германии и Югославии.

## Тренерская карьера
В 1990 году Аугстссон стал главным тренером клуба «Норрчёпинг», но по окончания сезона был уволен. После этого он без особого успеха тренировал в команды «Филинген», «Йёнчёпингс Сёдра» и родной «Отвидаберг».

## Достижения
Клубные
 «Отвидаберг»
- Победитель Аллсвенскан лиги (2): 1972, 1973